# 臼中ダム
臼中ダム（うすなかダム）は、富山県南砺市にある一級河川・小矢部川支流打尾川上流に建設された農業用ダムである。

## 概要
刀利ダム建設後の圃場整備事業で発生した水不足を解消するために建設されたダムで、小矢部川流域3,945haおよび、南蟹谷地域（旧福光町）、大鋸屋地域（旧城端町）409haの灌漑用水の確保と、流域の洪水調節を目的としている。県営による土地改良事業のダムとしては全国最大級（完成当時）である。総工費は102億円。
堰堤端に日時計を設置したほか、ダムサイトの斜面に『宇宙』をテーマに地元保育園児が作ったレリーフを飾るなど景観にも配慮されている。
ダム管理は小矢部川ダム管理事務所で刀利ダムと共に統合管理されている。1998年（平成10年）12月22日からはダムの貯水や農業用水路の落差を利用して臼中ダム発電所にて発電も行っている

## 沿革
1974年（昭和47年）、富山県が県営臼中ダムの建設を申請し、1975年（昭和50年）4月に砺波農地林務事務所指導課にダム調査係を設け、2年にわたり全体実施設計、水没予定地の丈量測量を行った。1977年（昭和52年）4月、臼中ダム建設事務所を開設した。1978年（昭和53年）4月に建設事務所を福光町（現・南砺市）荒木地内に新築移転し、同月に着工を承認、用地買収に着手した。1979年（昭和54年）の時点では1985年度完成予定としていた。
湛水地域になる臼中集落では、臼中ダム対策協議会と本格的補償交渉を行い、1978年（昭和53年）3月14日に「県営かんがい排水事業および防災ダム事業打尾川地区臼中ダム」建設に伴う用地などの買収補償交渉の調印式が富山県庁特別室にて執り行われた。買収面積は463,880m2、補償額は8億8,946万円であった。同年9月12日、臼中村社の春日神社の祭礼に合わせて、閉村式が行われた。その後、村内の集落28戸は1980年（昭和55年）までに移転が完了した。
1978年（昭和53年）4月13日に建設事務所が開所し、同年9月13日、富山県営総合農用地開発事業立野ヶ原地区完工式と同時にダムの起工式が行われ、1981年（昭和56年）9月30日、仮排水路安全祈願祭が行われ、仮排水路から着手し、1983年（昭和58年）11月8日に建設工事安全祈願祭が執り行われ、着工。当初は1992年（平成4年）3月供用開始を目指していた。1985年（昭和60年）4月29日には、本流を仮排水路を流す転流式が行われ、同年9月28日の水利権の承認を経て、同年9月30日にはダムの定礎式が行われた。
1989年（平成元年）9月19日から9月20日にかけて直撃した台風19号により、ダム閉塞装置、警報局、西谷、土捨て場などが多大な被害を受けた。
1990年（平成2年）10月2日にダム建設、取水設備、放流設備、管理設備工事等が完工し、同年10月5日にダム本体の竣工式、湛水式が執り行われた。総工費は189億4,045万円。同年11月の建設省（現・国土交通省）の完成検査を受けて、試験湛水が始まり、1991年（平成3年）2月28日には、ダム本体工事が完成した。最終請負金額は10億9271万4000円であった。
1992年（平成4年）7月14日に試験湛水が終了したことに伴い、11月から供用を開始した。さらに同年11月27日にはダムに錦鯉など数百尾が放流された。1993年（平成5年）3月末にダム建設事務所が閉鎖され、同年、建設省がダム検査、取水口等、一部使用検査に合格した。
1998年（平成10年）2月、臼中発電所が発電水利権所得及び工事計画の認可により着工（既に1986年（昭和61年）に打尾川地区計画に発電事業が承認されていた）。同年12月に北陸電力との間に売電契約を交わし、通商産業省（現・経済産業省）の立合検査、機械電気設備工事検査を経て、富山県から小矢部川上流用水土地改良区へ発電所が譲与され、同年12月22日に運用を開始した。この後、2000年（平成12年）3月13日までに周辺の整備等全てが完成した。